# Valentiniano III
Placidio Valentiniano, más conocido como Valentiniano III (en latín: Placidius Valentinianus; Ravena, 2 de julio de 419-Roma, 16 de marzo de 455) fue emperador romano de Occidente (424-455). Fue el hijo mayor de Constancio III y Gala Placidia, hija de Teodosio el Grande. Recibió el título de césar el 23 de octubre de 424 en Tesalónica y tras una corta guerra civil en Italia contra el usurpador Juan, fue instituido como emperador (augusto) de Occidente en Roma el 23 de octubre de 425.

## Contexto

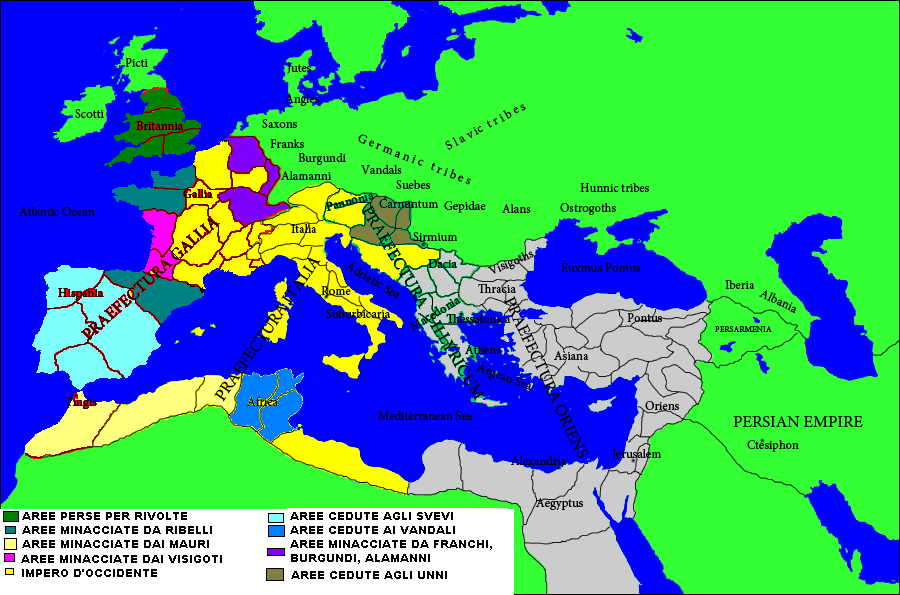
El Imperio de Occidente en la década del 440

El gobierno de Valentiniano III se encuadra en una etapa de absoluta decadencia por parte del Imperio romano de Occidente. En el año 395, el emperador Teodosio I el Grande dividió el Imperio romano entre sus dos hijos. Ninguno de los dos demostró ser un emperador capaz y, en ese contexto, sobresalieron figuras militares que ostentaban el poder real al mando de los ejércitos. Cuando Valentiniano asciende al trono, lo hace como una figura vinculada a las dinastías teodosiana y valentiniana a través de su ascendencia. Sin embargo, son los magister militum (los jefes militares) los que detentan el mando. En el caso occidental destacaron las figuras de Estilicón y, durante el reinado de Valentiniano, de Flavio Aecio.
Cuando Valentiniano asciende al trono, el Imperio romano de Occidente, que originalmente constaba de los territorios de Britania, la Galia, Hispania, África, Italia, Dalmacia y Panonia, únicamente controla de manera efectiva y total Italia: Britania ha sido abandonada, la Galia se halla sumida en el caos cuando tribus como los visigodos o los burgundios son asentados bajo el estatus de foederati, los suevos y vándalos se apoderan de regiones de Hispania como Gallaecia o la Bética, África se ha convertido en un territorio semiindependiente bajo el comes Africae Bonifacio y Panonia se halla invadida por los hunos. El Imperio posee demasiados frentes abiertos, pero carece de los suficientes fondos para mantener un ejército que permita controlarlos, y de una estabilidad que construya un gobierno eficaz.

## Biografía

### Primeros años
Las fuentes originales que se tienen sobre el reinado de Valentiniano III son las Crónicas de Próspero de Aquitania, la Historia Gótica de Jordanes, escrita en el siglo VI, y la obra del poeta Sidonio Apolinar.
Valentiniano fue el hijo de Gala Placidia y Flavio Constancio. Su padre había sido el hombre fuerte durante el gobierno del emperador Honorio y ascendido a coemperador, cargo que ejerció durante seis meses antes de morir. Su madre era la hermana de Honorio; a través de ella descendía del emperador Teodosio I y de Valentiniano I. Tuvo una hermana, Justa Grata Honoria, probablemente mayor que él. En resumen, a través de su linaje, Valentiniano era hijo, nieto, bisnieto, sobrino y primo de emperadores romanos. Nació en Rávena, la capital de facto del Imperio romano de Occidente, el 2 de julio del año 419 d. C. A los pocos años de su nacimiento, el emperador Honorio le otorgó el título de nobilissimus, el cual no fue reconocido por el emperador oriental Teodosio II. Su padre falleció cuando Valentiniano tenía tan solo dos años de edad, y él junto con su familia huyó a Constantinopla debido a las intrigas de la corte de Honorio. Valentiniano y su familia vivieron en la capital oriental hasta la muerte de Honorio en el año 423.
Aprovechando el vacío de poder existente, los altos funcionarios civiles elevaron a un magistrado, Juan, a la púrpura imperial. Teodosio II no aceptó esta situación y procedió a otorgarle al pequeño Valentiniano el título de césar el 23 de octubre del 424, proclamándolo en Tesalónica y reconociendo también a su difunto padre como augusto. Teodosio comprometió a su hija, Licinia Eudoxia, con Valentiniano, casándose ambos cuando el pequeño alcanzó la mayoría de edad. Se produjo una guerra civil durante la que un ejército oriental entró en Occidente y derrotó a Juan. El 23 de octubre del año 425, Valentiniano fue instalado en Roma por el magister officiorum Helion y proclamado emperador de Occidente; tenía por aquel entonces seis años.

### Regencia de Gala Placidia

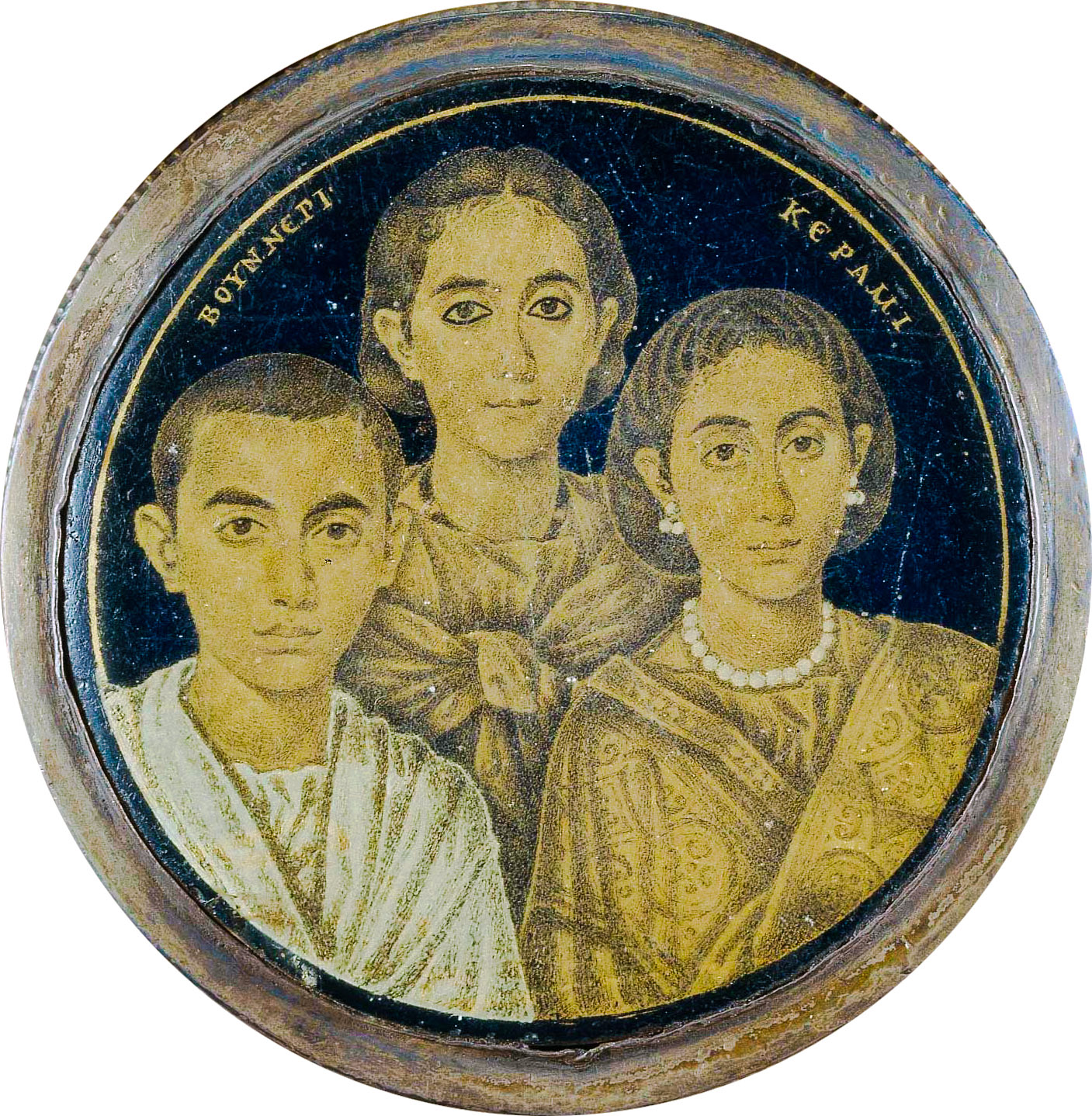
Valentiniano (a la izquierda), con su hermana Justa Grata Honoria y su madre Gala Placidia.

Debido a su minoría de edad, su madre ejerció la Regencia. Su primera decisión fue nombrar a Félix como magister utriusque militiae.
Para el 425, los hunos llegaron hasta Rávena conducidos por Flavio Aecio, el cual apoyaba la pretensión de Juan al trono. Los regentes y los hunos pactaron que estos abandonarían la provincia de Panonia Valeria a cambio de un pesado tributo. Esto permitió a Félix reestructurar las defensas del Danubio y dirigir campañas contra los visigodos entre los años 426 y 430, y contra los francos en el Rin entre el 428 y el 432. Pese a esto, la situación en el Imperio romano de Occidente era muy delicada. Los visigodos, asentados en la región de Aquitania, aumentaban cada vez más su influencia, los vándalos persistían en sus incursiones sobre Hispania y para el 429 se apoderaron de facto de la Mauretania Tingitana.
La pérdida de África, el mayor proveedor de grano del Imperio, y la delicada situación provincial hizo que los impuestos aumentaran. La calidad de vida de la población decayó y la lealtad de las provincias cada vez se vio más comprometida. Por si esto fuera poco, se desató una lucha de poder entre los principales generales del Imperio; Félix, magister militum praesentalis; el comes Bonifacio, magister militum per Africam, y Flavio Aecio el magister militum per Gallias. En el 427, Félix acusó a Bonifacio de traición y le ordenó regresar a Italia, a lo que este rehusó y derrotó a un ejército enviado por Félix para arrestarle. Aecio, con el respaldo de Gala Placidia, le reemplazó como magister militum praesentalis en el 429, antes de ordenar su ejecución en el año 430 acusándole a él y a su mujer de conspiración.
Placidia envió al germano Sigisvulto a África para sofocar la rebelión de Bonifacio. Este, incapaz de derrotar a sus ejércitos, llamó a los vándalos en su ayuda, prometiéndoles la división de África en dos partes. Ante la perspectiva de perder el mayor proveedor de grano del Imperio de Occidente ante los bárbaros, Roma decidió hacer las paces con Bonifacio. Sigisvulto, ahora con el título de magister militum praesentalis (pese a que este título pertenecía a Aecio), y Bonifacio trataron de resistir el envite de los vándalos. Derrotado, Bonifacio partió para Italia donde entró en conflicto con Aecio.
Placidia, cada vez más preocupada por la creciente influencia de Aecio, le retiró el título de magister militum praesentalis y se lo otorgó a Bonifacio. Estalló una guerra civil entre ambos, enfrentándose en la batalla de Rímini, donde Bonifacio venció, pero resultó mortalmente herido. Aecio regresó con los hunos, con los cuales llegó a una alianza que le permitiera restaurar su posición anterior y se dirigió a Italia con un ejército. En el 435, Roma se veía obligada a reconocer las posesiones africanas de los vándalos a cambio de un tributo. Asimismo, a los hunos se les garantizó un territorio en la Panonia Savia. Dos años después, en el 437, la Regencia de Placidia llegó a su fin cuando Valentiniano contrajo matrimonio con Licinia Eudoxia en Constantinopla. Valentiniano regresó a Occidente con el título de emperador, pero no era más que un cargo nominal, pues en la práctica el poder descansaba sobre los hombros del magister militum Flavio Aecio.

### La influencia de Aecio
Entre los años 436 y 439, el Imperio occidental mantuvo un constante enfrentamiento con los visigodos. Se produjeron conflictos también con francos y burgundios, a la vez que el Imperio conseguía sofocar las bagaudas de la Galia en el año 437. En 438, año del nacimiento de la primera hija de Valentiniano, se firmaba la paz con los suevos. 
El avance de los vándalos en África se convirtió en imparable. La invitación que les hizo Bonifacio se convirtió en una fuerza que amenazaba con conquistar todo el norte de África. Ello culminó con la caída de Cartago en octubre del año 439. Esto supuso un golpe brutal, no solo porque el Imperio de Occidente perdía una de sus principales ciudades y su mayor suministrador de grano, sino porque los vándalos se apoderaron de la poderosa flota anclada de la ciudad. Desde el año 440, los vándalos llevaron a cabo razias que paralizaron el comercio en el Mediterráneo occidental y asolaron las costas próximas. Ese mismo año, los vándalos desembarcan en Sicilia, mientras Flavio Aecio intenta coordinarse con el Imperio de Oriente para repelerlos. Sin embargo, los planes de Aecio tuvieron que posponerse cuando los hunos penetraron desde el Danubio, lo que obligó a transferir tropas para detenerlos.
Para el año 442, Valentiniano y Aecio tenían que observar con impotencia como los vándalos de Genserico se apoderaban de las islas de Corsica y Sardinia, asolaban la provincia de Mauretania y dirigían continuas razias hacia Sicilia. Resignándose a ser incapaz de detener las ofensivas de Genserico, Aecio decidió intentar ganarlo para su causa vinculandolo con la familia imperial. Con este plan en mente, persuadió a Valentiniano para que permitiera el matrimonio de su hija mayor, Eudoxia, con Hunerico, el hijo de Genserico. Desafortunadamente, este ya estaba prometido con una princesa visigoda, de manera que los planes tuvieron que ser cancelados.
Durante la década del 440, Hispania estuvo sumida en el caos. Los suevos se apoderaron de la parte noroccidental de la península, mientras que regiones como la Tarraconense se veían sometidas a la proliferación de las bagaudas. Todos estos problemas provocaron una crisis financiera en el Imperio, que se vio obligado a suprimir la ley que eximía a los burócratas de las tasas para el reclutamiento. En el año 444, se introdujo una ley que afectaba directamente a la clase senatorial acerca del reclutamiento y mantenimiento de nuevas tropas. Incluso el propio emperador tuvo que emplear su propia fortuna personal en favor del bienestar estatal.

### Invasiones hunas
A lo largo de la década del 440, los hunos continuaron presionando sobre las fronteras de los imperios de Occidente y Oriente. En algún momento previo al año 449, Valentiniano le ofreció a su líder, Atila el Huno, el título de magister militum. El Imperio occidental suspiró aliviado cuando Atila focalizó su atención sobre la región de los Balcanes, territorio del Imperio oriental. Sin embargo, en el año 449, Atila recibía una petición de matrimonio por parte de Honoria, la hermana de Valentiniano, ofreciéndole como dote la mitad del Imperio occidental si la salvaba de contraer un matrimonio no deseado. Atila observó en esta acción su pretexto para inmiscuirse en la política del Imperio de Occidente. En el año 450, Atila penetró en la Galia y atacó a los visigodos después de firmar la paz con Constantinopla.
Valentiniano, furioso con su hermana, ordenó que el emisario enviado por ella fuera torturado con el propósito de conseguir información. Fue necesario un gran esfuerzo por parte de Gala Placidia para persuadir a Valentiniano de perdonarle la vida a Honoria.
En el año 451, Atila cruza el Rin y comienza a devastar la región aledaña y de la Galia Bélgica. Aecio consigue formar una coalición con visigodos y burgundios para detener su avance, logrando frenarlo en Aurelianum. Las fuerzas romano-bárbaras se enfrentaron a los hunos y sus pueblos germanos aliados en la Batalla de los Campos Cataláunicos, donde Atila sufrió su primera gran derrota. Sin embargo, la retirada de los visigodos privó a Aecio de asestarle el golpe definitivo a Atila, pudiendo este retirarse a sus tierras más allá del Rin. 
Atila regresó en el año 452, esta vez dirigiendo una invasión sobre Italia. Saqueó y arrasó Aquilea hasta los cimientos y después se apoderó de Verona y Vincentia. Aecio no disponía de tropas para hacerle frente, de manera que el camino hacia Roma quedó expedito para Atila. Valentiniano y su corte estaban refugiados allí. El emperador envió al papa León I Magno y a un grupo de senadores a negociar con Atila. Las epidemias que padecía su ejército, más el ataque que el emperador oriental Marciano había lanzado sobre las tierras hunas más allá del Danubio, obligaron a Atila a retirarse, salvándose Roma en el último momento.
Atila falleció en el año 453, durante su boda con una princesa germana. Las luchas subsiguientes entre los hijos de Atila y los pueblos germanos sometidos por los hunos deshicieron su imperio, que nunca más volvió a ser una amenaza para los Imperios de Oriente y Occidente.

### Asesinato
Tras la muerte de Atila y la desintegración del Imperio huno, Valentiniano se sintió lo suficientemente seguro como para cuestionar la influencia de Flavio Aecio. Este incluso consiguió que Valentiniano comprometiera a su hija pequeña, Placidia, con su hijo Gaudencio, si bien el emperador deseaba casarla con influyentes personajes como el militar Mayoriano o el aristócrata Anicio Olibrio de manera que sirviese como contrapeso a la enorme influencia de Aecio.
El emperador convocó al magister militum a una reunión privada.  El historiador Prisco afirma que Valentiniano entró en cólera y le acusó de ser el responsable de las tribulaciones del imperio. Valentiniano desenfundó su espada y, con la ayuda de su eunuco Heraclio, atacó al desarmado Aecio y acabó con su vida el 21 de septiembre del 454. Jactándose de su acción, uno de sus consejeros afirmó «Si has hecho bien o no, yo no lo sé, pero sí sé que has cortado la mano derecha con la izquierda».
El 16 de marzo del año siguiente, Valentiniano acudió a unas maniobras militares en el Campo de Marte, en Roma. Dos conspiradores, unos escitas llamados Optila y Transtila, atacaron al emperador y acabaron con su vida, falleciendo el emperador a manos de Optila, mientras Transtila acababa con Heraclio. Acorde con Prisco, ambos conjurados estaban a sueldo del influyente senador Petronio Máximo, praefectus urbii de Roma y habrían sido dos antiguos hombres de Aecio que buscaban vengar su muerte, aunque también existe la teoría de que deseaban venganza pues Lucina, la esposa del difunto Aecio, habría sido violada por Valentiniano. Como anécdota, Prisco menciona que, tras su asesinato, un enjambre de abejas apareció y comenzaron a absorber su sangre.
Al día siguiente de su asesinato, Petronio Máximo se autoproclamó emperador, forzando a la viuda de Valentiniano a casarse con él y recibiendo el apoyo del Senado romano. Genserico, enterado del asesinato de Valentiniano, declaró rotos los acuerdos de paz y, convocado por la viuda de Valentiniano, desembarcó en Italia. Ante la llegada de los vándalos se desató el caos en Roma y Petronio Máximo fue asesinado durante los disturbios. El papa León I le suplicó a Genserico que no destruyera la ciudad o asesinara a sus habitantes, a lo que este aceptó, de manera que los vándalos desataron un saqueo sobre la ciudad que se prolongó durante dos semanas.
La cuestión sucesoria sobre Valentiniano no fue algo fácil de resolver, debido a que el emperador carecía de herederos varones. Los visigodos apoyaron al aristócrata galorromano Avito, el cual fue aceptado por el Senado in absentia. Mientras tanto, el Imperio romano de Oriente trató de aupar a sus propios candidatos mientras se enzarzaban en una lucha con visigodos y vándalos por promover a sus propios candidatos. En cualquier caso, ningún otro de los emperadores romanos de Occidente duraron un gran lapso de tiempo mientras el imperio decaía y se sumía en una decadencia de la que ya nunca saldría.

## Evaluación de su mandato

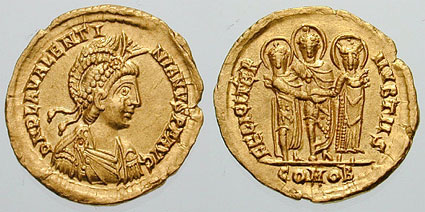
Sólido de Valentiniano III.

| Predecesor: Juan (usurpador)                                  | Emperador del Imperio romano de Occidente 424-455                                      | Sucesor: Petronio Máximo                           |
| Predecesor: Juliano en 361                                    | César romano 423-424                                                                   | Sucesor: -                                         |
| Predecesor: Flavio Castino Víctor                             | Cónsul del Imperio romano junto con Teodosio II (425-426) y Juan Augusto (425) 425-426 | Sucesor: Flavio Hierio Ardaburius                  |
| Predecesor: Florencio Dionisio                                | Cónsul del Imperio romano junto con Teodosio II 430                                    | Sucesor: Anicio Auquenio Baso Flavio Antíoco       |
| Predecesor: Flavio Ardabur Aspar Flavio Areobindo             | Cónsul del Imperio romano junto con Teodosio II 435                                    | Sucesor: Flavio Antemio Isidoro Flavio Senador     |
| Predecesor: Teodosio II Flavio Póstumo Festo                  | Cónsul del Imperio romano junto con Flavio Anatolio 440                                | Sucesor: Flavio Tauro Seleuco Ciro                 |
| Predecesor: Teodosio II Cecina Decio Aginacio Albino          | Cónsul del Imperio romano junto con Flavio Nomo 445                                    | Sucesor: Flavio Aecio Quinto Aurelio Símaco        |
| Predecesor: Flavio Astirio Flavio Florencio Romano Protógenes | Cónsul del Imperio romano junto con Genadio Avieno 450                                 | Sucesor: Marciano Augusto Valerio Faltonio Adelfio |
| Predecesor: Flavio Aecio Flavio Estudio                       | Cónsul del Imperio romano junto con Procopio Antemio 455                               | Sucesor: Avito                                     |